# Salarias fasciatus
Salarias fasciatus és una espècie de peix de la família dels blènnids i de l'ordre dels perciformes.

## Morfologia
- Els mascles poden assolir 14 cm de longitud total.[1]

## Reproducció
És ovípar.

## Depredadors
A Austràlia és depredat per Plectropomus leopardus.

## Hàbitat
És un peix marí de clima tropical i associat als esculls de corall que viu entre 0-8 m de fondària.

## Distribució geogràfica
Es troba des del Mar Roig i l'Àfrica oriental fins a Samoa, les Illes Ryukyu, la Gran Barrera de Corall i Nova Caledònia.